# Sphaeradenia lemaensis
Sphaeradenia lemaensis är en enhjärtbladig växtart som beskrevs av Gunnar Wilhelm Harling. Sphaeradenia lemaensis ingår i släktet Sphaeradenia och familjen Cyclanthaceae. Inga underarter finns listade.